# Hans-Georg Lemme
Hans-Georg Lemme (* 1. Juli 1953 in Wittenberge; † 19. August 1974 bei Lütkenwisch) war ein Todesopfer an der innerdeutschen Grenze.

## Leben
Der Maschinenschlosser Hans-Georg Lemme war seit November 1973 Wehrdienstleistender bei der Volkspolizeibereitschaft in Schwerin. Am 18. August 1974 wurde er fahnenflüchtig. Am Abend des 19. August 1974 versuchte er, schwimmend über die Elbe in die Bundesrepublik Deutschland zu gelangen. Von einem Patrouillenboot aus wurde er aufgefordert, an Bord zu kommen. Er ignorierte dies. Beim zweiten Anfahren wurde er von dem Boot überfahren und ertrank. Am 6. September wurde seine Leiche von DDR-Grenztruppen aus der Elbe geborgen.
Der Bootsführer Hans-Ulrich P. wurde 1998 vom Landgericht Schwerin freigesprochen, da ihm ein Tötungsvorsatz nicht nachzuweisen war.
Der Platz am Fähranleger Lütkenwisch-Schnackenburg erhielt am 3. Oktober 2014 im Rahmen einer gemeinsamen Gedenkveranstaltung der Gemeinden Schnackenburg und Lanz den Namen Hans-Georg-Lemme-Platz.